# Aggregate Root
Aggregate Root — сутність яка пов'язує граф об'єктів.

## Властивості
- Гарантує цілісність даних, що входять до графа системи.
- Відповідає за збереження/оновлення/видалення усього графа об'єктів.
- Доступ до об'єктів графа можливий лише через кореневу сутність.
- Агрегат не може містити посилання на інший агрегат, лише на його ідентифікатор.

## Приклад
Для того щоб було легше розпізнати клас як Aggregate Root можна додати маркер інтерфейс аби винести спільну логіку (наприклад, забезпечення консистентності даних) в абстрактний клас.
```
public
 
interface
 
IAggregateRoot

{

}

public
 
abstract
 
class
 
AggregateRoot

{

   
protected
 
abstract
 
bool
 
Validate
();

   
public
 
bool
 
CanBeSaved
()
 
=>
 
Validate
();

}

```

Сутність комп'ютер є цілісною лише в тому випадку, якщо вона містить відповідне обладнання та програмне забезпечення:
```
public
 
class
 
Computer
 
:
 
IEntity
,
 
IAggregateRoot

{

    
public
 
string
 
Name
 
{
 
get
;
 
set
;
 
}

    
public
 
Hardware
 
Hardware
 
{
 
get
;
 
set
;
 
}

    
public
 
Software
 
Software
 
{
 
get
;
 
set
;
 
}

}

public
 
class
 
Hardware
 
:
 
IEntity
 
{
 
}

public
 
class
 
Software
 
:
 
IValueObject
 
{
 
}

```

Часто використовується, як обмеження для сховищ збереження даних:
```
public
 
interface
 
IRepository
<
T
>
 
where
 
T
 
:
 
IAggregateRoot
 

{

}

```